# Dramat w kosmosie
Dramat w kosmosie (ros. Я был спутником Солнца) – radziecki film fantastycznonaukowy z 1959 roku w reżyserii Wiktora Morgensterna. Pierwszy radziecki film o tematyce astronautycznej. 

## Fabuła
Młody radziecki uczony Andriej idzie śladami ojca Igora w badaniach przestrzeni kosmicznej. Igor zginął podczas misji badawczej słońca. Po latach, kiedy ludzkość dysponuje już odpowiednimi technologiami, Andriej podejmuje się dokończyć dzieło swojego ojca – tym razem z sukcesem.   

## Obsada
- Pawieł Machotin – młody naukowiec Andriej
- Władimir Jemieljanow – ojciec Andrieja
- Gieorgij Szamszurin – Siergiej Iwanowicz
- Anatolij Szamszurin – Andriej w dzieciństwie
- Nadieżda Wiszniewska – naukowiec
- Gieorgij Winc – naukowiec
- Pawieł Samarin – Kołosowski
- Feliks Jaworski – kosmonauta
- Konstatin Starostin – kosmonauta
- Jurij Martynow – kosmonauta
- Michaił Majorow – naukowiec
- Nikołaj Timofiejew – naukowiec
- Władimir Sielezniow – radiowiec

i in. 

## Opinie
Dramat w kosmosie miał swoją premierę w Polsce jesienią 1960 roku. Krytycy wychwalali ciekawostki popularnonaukowe, jednocześnie jednak "wytykali" jego twórcom skomplikowaną fabułę. 
W swoim Leksykonie Filmów SF, Andrzej Kołodyński pisał w 1972 roku o Dramacie w kosmosie jako o filmie nieudanym. Pomimo, że uznawał go jako nowoczesnego i dojrzałego przedstawicielu gatunku, zwracał uwagę na zawiły scenariusz i nieudaną scenografię. Produkcje amerykańskie stawiał wyżej, jako lepiej przygotowane i doświadczone, które w owym czasie w ZSRR były zupełną nowością.    